# Booker T. and the M.G.’s
Booker T. & the M.G.’s – założony w 1962 roku zespół instrumentalny, najczęściej wiązany ze stylem soul. Grupa powstała jako zespół studyjny wytwórni Stax Records i miała ogromny wpływ na brzmienie utworów wielu legendarnych dziś artystów, takich jak Otis Redding, Wilson Pickett, Carla Thomas, Albert King czy Sam and Dave. Zespół nagrywał również własną muzykę, a do najbardziej znanych przebojów należały: „Green Onions”, „Time Is Tight” i „Hip Hug-Her”. Grupa była znana z wykonawczej perfekcji. Profesjonalizm grupy stał się wzorem dla muzyków pokolenia progresywnego rocka.
W roku 1992 grupa Booker T. & the M.G.’s została wprowadzona do Rock and Roll Hall of Fame.

## Historia
Zespół założyła czwórka muzyków studyjnych wytwórni Stax Records: klawiszowiec Booker T. Jones, gitarzysta Steve Cropper, perkusista Al Jackson jr. i basista Lewis Steinberg. 
W 1962 roku muzycy pracowali przy sesji nagraniowej piosenkarza Billy’ego Lee Rileya. W czasie wolnym od nagrań zaczęli grać własne utwory, które tak spodobały się prezesowi Stax Jimowi Stewartowi, że ten postanowił je nagrać i wydać. W ten sposób światło dzienne ujrzał pierwszy singiel z legendarnym dziś utworem „Green Onions”.
W 1965 roku Lewisa Steinberga zastąpił w roli basisty Donald „Duck” Dunn, który współpracował z grupą aż do śmierci.
Booker T. Jones opuścił grupę, jak również wytwórnię Stax w roku 1971, co spowodowało zawieszenie działalności zespołu. Mimo tego w latach 70 grupa jeszcze kilkakrotnie wznawiała działalność.
W roku 1975 doszło jednak do tragedii - perkusista Al Jackson Jr. został zastrzelony we własnym domu przez włamywaczy, przez co planowane wznowienie działalności na stałe nie doszło do skutku. W późniejszych latach grupa współpracowała z kilkoma innymi perkusistami, m.in. z Williem Hallem, który później, wraz z Cropperem i Dunnem dołączył do zespołu The Blues Brothers i obsady filmu Blues Brothers z roku 1980, jak również jego sequelu z roku 2000.

## Dyskografia
- 1962 Green Onions
- 1965 Soul Dressing
- 1966 In the Christmas Spirit
- 1966 And Now...Booker T. and the MG's
- 1967 Hip Hug-Her
- 1968 Doin' Our Thing
- 1968 Soul Limbo
- 1968 Uptight
- 1968 Get Ready
- 1970 McLemore Avenue
- 1971 Melting Pot
- 1975 Evergreen
- 1975 Memphis Sound
- 1976 Union Extended
- 1977 Universal Language
- 1994 That's the Way It Should Be
- 1996 Booker in Paris [live]